# 다마고치!의 에피소드 목록
다음은 일본의 애니메이션 《다마고치》 시리즈 중 다마고치!의 에피소드 목록이다.

## 목록

### 제1기: 다마고치!

#### 러블리 다마친구 편
| 화수 | 제목                                                                                    | 본방송일자 (일본)                                             | 방영순서 |
| ---- | --------------------------------------------------------------------------------------- | ------------------------------------------------------------- | -------- |
| 1    | "신나는! 다 함께 두근두근 경주" "콩닥콩닥! 러블린은 누구에게 웃어줄까요?"               | 2009년 10월 12일 대한민국 내 방영 : 2014년 5월 5일 (1기 첫방) | 1        |
| 2    | "두근! 새 친구가 전학을 왔어요!" "어디야, 어디? 러블리치네 집!"                         | 2009년 10월 19일 대한민국 내 방영 : 2014년 5월 5일            | 2        |
| 3    | "Go! Go! 다맥스TV 견학!" "어질어질! 생방송은 힘들어!"                                   | 2009년 10월 26일 대한민국 내 방영 : 2014년 5월 5일            | 3        |
| 4    | "달려라! 레인보우 썰매치 작전!" "떨리는! 러블린 콘서트!"                                | 2009년 11월 2일 대한민국 내 방영 : 2014년 7월 8일             | 4        |
| 5    | "시끌벅적! 다마고친구 조사단!" "수상해! 러블린을 쫓아라!"                               | 2009년 11월 9일 대한민국 내 방영 : 2014년 7월 14일            | 5        |
| 6    | "속닥속닥! 마메치 생일!" "결정! 러블린의 고백!"                                         | 2009년 11월 16일 대한민국 내 방영 : 2014년 7월 15일           | 6        |
| 7    | "뭐!? 몸이 바뀌었어요!" "찰칵찰칵! 엉망진창 사진 찍기!"                                 | 2009년 11월 23일 대한민국 내 방영 : 2014년 7월 15일           | 7        |
| 8    | "특종TV! 카메라는 보았다!" "위기! 남쪽 섬을 탈출하라!"                                  | 2009년 11월 30일 대한민국 내 방영 : 2014년 7월 21일           | 8        |
| 9    | "등장! 단팥빵 형사" "서라~! 괴도 빠삐용!"                                               | 2009년 12월 7일 대한민국 내 방영 : 2014년 7월 22일            | 9        |
| 10   | "비밀! 과거에서 온 연애편지!" "뭉게뭉게! 크리스마스 카드 구름!"                         | 2009년 12월 14일 대한민국 내 방영 : 2014년 7월 22일           | 10       |
| 11   | "반짝반짝! 크리스마스 파티!" "허둥지둥! 길 잃은 빨간코!"                                | 2009년 12월 21일 대한민국 내 방영 : 2014년 7월 28일           | 11       |
| 12   | "용감한! 꼬마 삼총사!" "꿀꺽꿀꺽! 왕호박 수프의 샘"                                     | 2009년 12월 28일 대한민국 내 방영 : 2014년 7월 29일           | 12       |
| 13   | "삐뽀빠뽀! 다마고치별 정복?" "살랑살랑! 얼음 위를 수놓는 러블린!"                       | 2010년 1월 4일 대한민국 내 방영 : 2014년 7월 29일             | 13       |
| 14   | "우당탕! 도적을 잡아라!" "그리운 추억! 젊은 파파마메치의 모험!"                         | 2010년 1월 11일 대한민국 내 방영 : 2014년 8월 4일             | 14       |
| 15   | "엄마와 딸! 소문 없인 못 살아!" "해피해피치 힘내자, 앙!"                                | 2010년 1월 18일 대한민국 내 방영 : 2014년 8월 5일             | 15       |
| 16   | "키키치! 잠 못 드는 밤!" "쿨가이! 쿠로마메치의 여행!"                                   | 2010년 1월 25일 대한민국 내 방영 : 2014년 8월 5일             | 16       |
| 17   | "이건 뭐!? 춤추는 소녀의 비밀!" "뿌려라 뿌려라! 콩 뿌리는 날!"                          | 2010년 2월 1일 대한민국 내 방영 : 2014년 8월 11일             | 17       |
| 18   | "안절부절! 러블린 초콜릿의 주인공은?!" "분홍빛! 에브리 러블린 초콜릿!"                  | 2010년 2월 8일 대한민국 내 방영 : 2014년 8월 12일             | 18       |
| 19   | "난리법석! 경품 뽑기!" "띵똥! 반갑지 않은 손님들!"                                      | 2010년 2월 15일 대한민국 내 방영 : 2014년 8월 12일            | 19       |
| 20   | "활짝! 웃음으로 꽃을 피우자!" "1등은 누구? 도넛 경연대회!"                              | 2010년 2월 22일 대한민국 내 방영 : 2014년 8월 18일            | 20       |
| 21   | "남자는 안 돼요! 공주님 축제!" "욱신욱신! 충치균은 무서워!"                             | 2010년 3월 1일 대한민국 내 방영 : 2014년 8월 19일             | 21       |
| 22   | "이랬다 저랬다! 아리송한 점술사!" "키키치! 수행은 엄청 힘든 것이오!"                    | 2010년 3월 8일 대한민국 내 방영 : 2014년 8월 19일             | 22       |
| 23   | "찾아라! 에브리 러블린 초콜릿!" "마늘 파워! 마메치 뱀파이어!"                           | 2010년 3월 15일 대한민국 내 방영 : 2014년 8월 25일            | 23       |
| 24   | "고치맨이여! 영원하라!" "만들어요! 신선한 후르츠 셰이크!"                               | 2010년 3월 22일 대한민국 내 방영 : 2014년 8월 26일            | 24       |
| 25   | "정말!? 다마 만우절!" "두근! 플라워치의 운명의 상대!"                                   | 2010년 3월 29일 대한민국 내 방영 : 2014년 8월 26일            | 25       |
| 26   | "환상!? 진실의 구치파치!" "꿈? 이상한 문자!"                                            | 2010년 4월 12일 대한민국 내 방영 : 2014년 9월 1일             | 26       |
| 27   | "시간 여행! 정글 다마고치별!" "슈퍼 히로인! 텔린 등장!"                                 | 2010년 4월 19일 대한민국 내 방영 : 2014년 9월 2일             | 27       |
| 28   | "텔린! 다맥스TV에 가다!" "텔린! 다마고치 스쿨에 가다!"                                  | 2010년 4월 26일 대한민국 내 방영 : 2014년 9월 2일             | 28       |
| 29   | "보노! 이상한 후르츠 셰이크!" "올레! 다마 월드컵!"                                      | 2010년 5월 3일 대한민국 내 방영 : 2014년 9월 8일              | 29       |
| 30   | "여기도 저기도! 마마메치!" "러블리치의 어머니날"                                        | 2010년 5월 10일 대한민국 내 방영 : 2014년 9월 9일             | 30       |
| 31   | "범인은 누구? 괴도 빠삐용을 잡아라!" "해결하라! 러블린과 텔린의 첫 번째 사건!"          | 2010년 5월 17일 대한민국 내 방영 : 2014년 9월 9일             | 31       |
| 32   | "스페이시 브라더스, 이사 가다!" "연습만이 살 길이다! 바겐세일!"                         | 2010년 5월 24일 대한민국 내 방영 : 2014년 9월 15일            | 32       |
| 33   | "폭탄머리! 싸웠다~ 화해했다!" "새로운 영웅? 파치맨이다, 치!"                            | 2010년 5월 31일 대한민국 내 방영 : 2014년 9월 16일            | 33       |
| 34   | "짜잔! 프로그램 대항 퀴즈 대결!" "원 투! 원 투! 렛츠 댄스!"                             | 2010년 6월 7일 대한민국 내 방영 : 2014년 9월 16일             | 34       |
| 35   | "바다 사나이! 캡틴고치 등장!" "알 수 없는! 러브파파리치의 요리세계!"                    | 2010년 6월 21일 대한민국 내 방영 : 2014년 9월 22일            | 35       |
| 36   | "피치피치섬에서! 고치포인트 대결!" "소근소근! 피치피치섬의 비밀!"                       | 2010년 6월 28일 대한민국 내 방영 : 2014년 9월 23일            | 36       |
| 37   | "우당탕! 닌자 러블린 등장이오~!" "주인은 누구? 수상한 다이어리!"                        | 2010년 7월 5일 대한민국 내 방영 : 2014년 9월 23일             | 37       |
| 38   | "스페이시치! 사상 최대의 작전!" "고치맨과 함께! 1박2일!"                                | 2010년 7월 12일 대한민국 내 방영 : 2014년 9월 29일            | 38       |
| 39   | "라루라루! 텔린이 러블린?" "안녕... 텔린"                                               | 2010년 7월 19일 대한민국 내 방영 : 2014년 9월 30일            | 39       |
| 40   | "신나는! 도코나츠섬의 여름!" "러블린! 마린블루 전설!"                                   | 2010년 7월 26일 대한민국 내 방영 : 2014년 9월 30일            | 40       |
| 41   | "지켜라! 태풍 속 비밀기지!" "탈출하라! 목숨 건 식물관찰!"                               | 2010년 8월 2일 대한민국 내 방영 : 2014년 10월 6일             | 41       |
| 42   | "시원하고! 상쾌한! 고치별 샘물" "파~! 치~! 치비파치! 구치파치! 파파파치!"               | 2010년 8월 9일 대한민국 내 방영 : 2014년 10월 7일             | 42       |
| 43   | "딸꾹! 딸꾹질이 멈추질 않아!" "우르르 쾅쾅! 날벼락! 무서운 아저씨!"                     | 2010년 8월 16일 대한민국 내 방영 : 2014년 10월 7일            | 43       |
| 44   | "차마메치! 하늘을 날고 싶어요!" "이건 뭐? 음식 만들기 놀이!"                            | 2010년 8월 23일 대한민국 내 방영 : 2014년 10월 13일           | 44       |
| 45   | "에브리 러블리! 울려라, 러블린의 노랫소리!" "마린블루! 해적섬에서 보물찾기!"            | 2010년 8월 30일 대한민국 내 방영 : 2014년 10월 14일           | 45       |
| 46   | "파치! 매머드 구치파치와 로봇 구치파치의 대결!" "오~ 호호호호! 나는야 차세대 프린세스!" | 2010년 8월 23일 대한민국 내 방영 : 2014년 10월 14일           | 46       |
| 47   | "사실은! 러블리치는 러블린!" "러블린! 알고 보니 러블리치!"                              | 2010년 8월 23일 대한민국 내 방영 : 2014년 10월 20일           | 47       |
| 48   | "라이벌? 아이돌? 멜로디치 등장!" "기적 같은! 에브리 러블리 바이올린!"                   | 2010년 8월 23일 대한민국 내 방영 : 2014년 10월 21일           | 48       |
| 49   | "찾아라! 멜로디치와 바이올린!" "꿈의 협연! 해피해피 하모니!"                            | 2010년 8월 23일 대한민국 내 방영 : 2014년 10월 21일           | 49       |

#### 해피하모니 편
| 화수 | 제목                                                                        | 본방송일자 (일본)                                             | 방영순서 |
| ---- | --------------------------------------------------------------------------- | ------------------------------------------------------------- | -------- |
| 50   | "맘보! 멜로디치의 방을 꾸며라 대작전!" "반가워! 다마고치 스쿨!"             | 2010년 10월 11일 대한민국 내 방영 : 2015년 2월 2일 (2기 첫방) | 50       |
| 51   | "마메치의 비밀을 파헤치겠소!" "말랑말랑! 다마시멜로를 만들어 보자!"         | 2010년 10월 18일 대한민국 내 방영 : 2015년 2월 2일            | 51       |
| 52   | "호박민턴 대회를 시작합니다, 치!" "가을을 부르는 새! 아키츠게치!"           | 2010년 10월 25일 대한민국 내 방영 : 2015년 2월 2일            | 52       |
| 53   | "해피! 축제 때 가게를 열자!" "난 몰라! 고치맨과 히어로 쇼"                  | 2010년 11월 1일 대한민국 내 방영 : 2015년 2월 9일             | 53       |
| 54   | "개그왕은 누구? 고치린!" "다마고치 그랑프리! 바람의 레이스"                 | 2010년 11월 8일 대한민국 내 방영 : 2015년 2월 9일             | 54       |
| 55   | "밤하늘에 펑펑! 하나비치!" "레츠, 엔조이! 다마 카페!"                       | 2010년 11월 15일 대한민국 내 방영 : 2015년 2월 9일            | 55       |
| 56   | "해피버스 데이, 마메치!" "무한 도전 챌린지, 왕자님과 테니스를!"             | 2010년 11월 22일 대한민국 내 방영 : 2015년 2월 16일           | 56       |
| 57   | "밀착 취재! 멜로디치의 24시?" "무한 도전 챌린지! 다도, 그레이트!"           | 2010년 11월 29일 대한민국 내 방영 : 2015년 2월 16일           | 57       |
| 58   | "레츠 고글! 바이올린을 찾아라!" "무한 도전 챌린지! 다마 컬링!"              | 2010년 12월 6일 대한민국 내 방영 : 2015년 2월 16일            | 58       |
| 59   | "핑크빛 하트! 메신저다, 앙!" "모두 함께 부르자! 캐럴링!"                    | 2010년 12월 13일 대한민국 내 방영 : 2015년 2월 23일           | 59       |
| 60   | "메리! 스페이시! 크리스마스!" "해피해피! 일루미네이션!"                     | 2010년 12월 20일 대한민국 내 방영 : 2015년 2월 23일           | 60       |
| 61   | "3, 2, 1, 스타트! 미니 다맥스 TV" "깜짝! 다마스테치의 맞선 대작전!"         | 2010년 12월 27일 대한민국 내 방영 : 2015년 2월 23일           | 61       |
| 62   | "레츠, 여자 닌자! 수행을 하시오." "아츠아츠! 사부사부! 자리 바꾸기 대소동"  | 2011년 1월 10일 대한민국 내 방영 : 2015년 3월 2일             | 62       |
| 63   | "공주님의 화려한 외출! 러블린 공주!" "콰과광! 늘 겨울섬에서 눈싸움 전쟁!"   | 2011년 1월 17일 대한민국 내 방영 : 2015년 3월 3일             | 63       |
| 64   | "큐큐! 멜로디 랜드에서 온 초대장!" "뮤뮤! 멜로디 참 탄생!"                  | 2011년 1월 24일 대한민국 내 방영 : 2015년 3월 3일             | 64       |
| 65   | "큐큐! 미아가 된 도레미치!" "떼레레뗑! 멜로디 참의 기적!"                   | 2011년 1월 31일 대한민국 내 방영 : 2015년 3월 9일             | 65       |
| 66   | "진하고 깊은 맛! 에브리 러블린 초콜릿!" "멜로디치 언니! 뒤에서 응원할게요!" | 2011년 2월 7일 대한민국 내 방영 : 2015년 3월 10일             | 66       |
| 67   | "격돌! 와글와글 에어하키!" "우리 반은! 마메치가 없으면 안돼!"               | 2011년 2월 14일 대한민국 내 방영 : 2015년 3월 10일            | 67       |
| 68   | "작은 스카우트, 마메마메 클럽" "케이크와 수다! 마마친구 클럽"               | 2011년 2월 21일 대한민국 내 방영 : 2015년 3월 16일            | 68       |
| 69   | "엉터리 추리? 단팥빵형사 VS. 멜로디수사관" "외로운 등대지기! 마지막 등불!"  | 2011년 2월 28일 대한민국 내 방영 : 2015년 3월 17일            | 69       |
| 70   | "슈웅~! 바람이 보내준 선물!" "러블린 수녀! 뱀파이어의 신부!"                | 2011년 3월 7일 대한민국 내 방영 : 2015년 3월 17일             | 70       |
| 71   | "새로운 친구? 반 편성을 하자!" "히어로? 아이돌? 다맥스 TV의 새로운 얼굴!"   | 2011년 3월 14일 대한민국 내 방영 : 2015년 3월 23일            | 71       |
| 72   | "다마모리! 잘 부탁하삼! 모리리치!" "뭐든 맡겨주시라! 다마모리 숍!"          | 2011년 3월 21일 대한민국 내 방영 : 2015년 3월 24일            | 72       |
| 73   | "귀여운 통역관! 와타와타치!" "최고의 먹보는? 구치파치 VS. 쿠이신보치"       | 2011년 3월 27일 대한민국 내 방영 : 2015년 3월 24일            | 73       |
| 74   | "슈슈슉! 챙챙챙! 시구레히메치네 성" "맛있는 열매가! 주렁주렁! 아이템 씨앗!" | 2011년 4월 11일 대한민국 내 방영 : 2015년 3월 30일            | 74       |
| 75   | "학교의 변신은 무죄! 다마모리!" "인테리어 대작전! 대박이야!"                | 2011년 4월 18일 대한민국 내 방영 : 2015년 3월 31일            | 75       |
| 76   | "반짝 반짝! 다마모리 천국!" "헤이, 컴온! 플라워치의 생일 파티!"             | 2011년 4월 25일 대한민국 내 방영 : 2015년 3월 31일            | 76       |
| 77   | "콰과광! 청소기를 발명해보자!" "새로운 친구! 텔린의 대모험!"                | 2011년 5월 2일 대한민국 내 방영 : 2015년 4월 6일              | 77       |
| 78   | "다마베리! 엄마께 케이크를 선물하자!" "마마에게! 다마모리로 멋진 선물을!"   | 2011년 5월 9일 대한민국 내 방영 : 2015년 4월 7일              | 78       |
| 79   | "특종! 스페이시치의 비밀을 밝혀라!" "꿈같은 방송? 고치맨 VS. 단팥빵 형사!"  | 2011년 5월 16일 대한민국 내 방영 : 2015년 4월 7일             | 79       |
| 80   | "격돌! 우리 반 반장 선거!" "다마모리! 이것이 예술이다!"                     | 2011년 5월 23일 대한민국 내 방영 : 2015년 4월 13일            | 80       |
| 81   | "하트가 듬뿍! 다마고 친구들의 키친!" "데굴데굴! 파치 숲의 구리구리치!"      | 2011년 5월 30일 대한민국 내 방영 : 2015년 4월 14일            | 81       |
| 82   | "이번엔 카메라다! 파샤린 탄생!" "파샤린! 반짝 반짝 예쁘게 꾸며보자!"        | 2011년 6월 6일 대한민국 내 방영 : 2015년 4월 14일             | 82       |
| 83   | "결정적인 순간! 사진 콘테스트!" "복사를 하자! 파파마메치!"                  | 2011년 6월 13일 대한민국 내 방영 : 2015년 4월 20일            | 83       |
| 84   | "완벽 변신! 변신장!" "합체! 지옥의 데빌 세자매!"                            | 2011년 6월 20일 대한민국 내 방영 : 2015년 4월 21일            | 84       |
| 85   | "여름이다! 바다다! 피치피치다, 피치!" "귀여워! 미아가 된 루비치!"           | 2011년 6월 27일 대한민국 내 방영 : 2015년 4월 21일            | 85       |
| 86   | "텔린 선배! 파이팅!" "파샤린! 추억의 사진!"                                 | 2011년 7월 4일 대한민국 내 방영 : 2015년 4월 27일             | 86       |
| 87   | "추억을 찾아서! 달려라, 러블린카!" "파샤린의 감동적인 고향 찾기!"           | 2011년 7월 11일 대한민국 내 방영 : 2015년 4월 28일            | 87       |
| 88   | "아잉~? 스페이시치의 사랑!" "오호호홋! 돌아온 지옥의 데빌 세 자매"          | 2011년 7월 18일 대한민국 내 방영 : 2015년 4월 28일            | 88       |
| 89   | "신나는! 다맥스TV 축제!" "빠바밤! 인기 프로그램 총출동!"                    | 2011년 7월 25일 대한민국 내 방영 : 2015년 5월 11일            | 89       |
| 90   | "도코나츠섬으로! 다마모리 출장 갑니다!" "한여름의 눈이 준 선물"             | 2011년 8월 1일 대한민국 내 방영 : 2015년 5월 12일             | 90       |
| 91   | "파치숲에서 찍힌 수상한 사진?" "닌자 마을! 주먹밥 다마모리!"                | 2011년 8월 8일 대한민국 내 방영 : 2015년 5월 12일             | 91       |
| 92   | "여름! 엔조이 머신!" "해피! 플라워 다마모리!"                               | 2011년 8월 15일 대한민국 내 방영 : 2015년 5월 18일            | 91       |
| 93   | "으악, 귀신이다!? 담력 테스트!" "메메치 모험기! 더 월드!"                   | 2011년 8월 22일 대한민국 내 방영 : 2015년 5월 19일            | 93       |
| 94   | "자매의 분열? 지옥의 데빌 세 자매!" "파이팅! 다마펫 대운동회!"              | 2011년 8월 29일 대한민국 내 방영 : 2015년 5월 19일            | 94       |

#### 콜렉트 다마하트 편
| 화수 | 제목                                           | 본방송일자 (일본) | 방영순서 |
| ---- | ---------------------------------------------- | ----------------- | -------- |
| 95   | "これって告白? 謎プロフ"                       | 2011년 9월 5일    | 95       |
| 96   | "もしもーし! プロフマシーンで大混線?"          | 2011년 9월 12일   | 96       |
| 97   | "誕生! たまプロフィ"                           | 2011년 9월 19일   | 97       |
| 98   | "ライバルのきずな"                             | 2011년 10월 3일   | 98       |
| 99   | "ともみのTAMAX-TVデビュー!?"                   | 2011년 10월 10일  | 99       |
| 100  | "探しものはなんですか?"                        | 2011년 10월 17일  | 100      |
| 101  | "発見! たまサバク 神殿の秘密"                  | 2011년 10월 24일  | 101      |
| 102  | "フーアーユー? お目覚め きずなっち"            | 2011년 10월 31일  | 102      |
| 103  | "ナゾがいっぱい! きずなっち"                   | 2011년 11월 7일   | 103      |
| 104  | "たまギネスに挑戦だっち!"                      | 2011년 11월 14일  | 104      |
| 105  | "ドラマスペシャル ごっちがヴァンパイア刑事?"   | 2011년 11월 21일  | 105      |
| 106  | "ジ・アースへ! さよなら ともみ"                | 2011년 11월 28일  | 106      |
| 107  | "ラブリンショック! まねーねっちの心変わり?"    | 2011년 12월 5일   | 107      |
| 108  | "メリークリスマス! たまもりツリー対決"         | 2011년 12월 12일  | 108      |
| 109  | "ミラクルホワイトクリスマス!"                  | 2011년 12월 19일  | 109      |
| 110  | "お外でウキウキ! きずなっち"                   | 2011년 12월 26일  | 110      |
| 111  | "びっくりスタート! 新TAMAX-TV"                 | 2012년 1월 9일    | 111      |
| 112  | "ともみ決心! ジ・アースへ"                     | 2012년 1월 16일   | 112      |
| 113  | "怖がりききっち大特訓!"                        | 2012년 1월 23일   | 113      |
| 114  | "ギガキュン! 謎の転校生ひめスペっち"           | 2012년 1월 30일   | 114      |
| 115  | "嵐の予感!? ひめスペフォン占い"                | 2012년 2월 6일    | 115      |
| 116  | "伝説のラブラブパワースポット"                 | 2012년 2월 13일   | 116      |
| 117  | "ドタバタ収録! あんパン刑事"                   | 2012년 2월 20일   | 117      |
| 118  | "大ゲンカ!? もりりっちvsあねもりりっち"        | 2012년 2월 27일   | 118      |
| 119  | "音をなくしたメロディバイオリン"               | 2012년 3월 5일    | 119      |
| 120  | "よみがえったメロディ"                         | 2012년 3월 12일   | 120      |
| 121  | "「歌ヘタ」まめっちと「歌イヤ」フォルテっち"   | 2012년 3월 19일   | 121      |
| 122  | "大当たり!? テルリンのものまね占い"            | 2012년 3월 26일   | 122      |
| 123  | "最後のたまミズキ"                             | 2012년 4월 9일    | 123      |
| 124  | "スケボーききっち猛特訓!"                      | 2012년 4월 16일   | 124      |
| 125  | "サプライズウェディングパーティー!"            | 2012년 4월 23일   | 125      |
| 126  | "ライバル出現? モヤモヤひめスペっち"           | 2012년 4월 30일   | 126      |
| 127  | "つくってみせらぁ! ぐるぐるハニワ大作戦"       | 2012년 5월 7일    | 127      |
| 128  | "ナゾだらけ!? ハー島とハートかみっち"          | 2012년 5월 14일   | 128      |
| 129  | "ドギマギ! うち 記憶喪失になっちゃった!?"      | 2012년 5월 21일   | 129      |
| 130  | "ナハハハハ! まめっちのGOTCHIMANデビュー"      | 2012년 5월 28일   | 130      |
| 131  | "マーマー! 迷子のふわもこっち"                 | 2012년 6월 4일    | 131      |
| 132  | "たまごっち村の不思議なたまともたち"           | 2012년 6월 11일   | 132      |
| 133  | "まさかのスペイシー・パニック!"                | 2012년 6월 18일   | 133      |
| 134  | "ビックリ! そっくり? くちぱっちといしぱっち"   | 2012년 6월 25일   | 134      |
| 135  | "ちょいワル? 真夏のサンタクロっち"             | 2012년 7월 2일    | 135      |
| 136  | "ピンチ! ごっち大王ゆであがる!?"               | 2012년 7월 9일    | 136      |
| 137  | "決めろ! 黄金のたまともシュート!"              | 2012년 7월 16일   | 137      |
| 138  | "あばよ たまとも! スペイシーっち涙の決断"      | 2012년 7월 23일   | 138      |
| 139  | "消えたたまハートと不思議のはじまり"           | 2012년 7월 30일   | 139      |
| 140  | "流行! サイコー? タマゴ化スタイル"             | 2012년 8월 13일   | 140      |
| 141  | "ショック! タマゴ化がとまらない"               | 2012년 8월 20일   | 141      |
| 142  | "たまごっち星のピンチ! 救えるのはきずなっち!?" | 2012년 8월 27일   | 142      |
| 143  | "きずなのちから"                               | 2012년 9월 3일    | 143      |

### 제 2기: 다마고치! 유메키라 드림
| 화수 | 제목                                           | 본방송일자 (일본) | 방영순서 |
| ---- | ---------------------------------------------- | ----------------- | -------- |
| 1    | "登場! ゆめみっちとキラリっち"                 | 2012년 9월 10일   | 144      |
| 2    | "え~!? アイドルに変身しちゃった!?"             | 2012년 9월 17일   | 145      |
| 3    | "ビックリ! ひめスぺっちもやってきた!"          | 2012년 9월 24일   | 146      |
| 4    | "ピンチを救え! ゆめキラバック!"                | 2012년 10월 8일   | 147      |
| 5    | "ビックリ! ひめスぺっちもやってきた!"          | 2012년 10월 15일  | 148      |
| 6    | "算数克服? ゆめキラパティシエ!"                | 2012년 10월 22일  | 149      |
| 7    | "キラリっちの妹は暴走アーティスト!?"           | 2012년 10월 29일  | 150      |
| 8    | "くちぱっちの中華まん真剣勝負"                 | 2012년 11월 5일   | 151      |
| 9    | "涙の女王VSゆめキラ漫才師!"                    | 2012년 11월 12일  | 152      |
| 10   | "たまとも再会! たまごっちタウンに里帰り"       | 2012년 11월 19일  | 153      |
| 11   | "ゆめキラ感動! D2に急接近!!"                   | 2012년 11월 26일  | 154      |
| 12   | "イケメンパティシエのスイーツな苦悩!?"         | 2012년 12월 3일   | 155      |
| 13   | "超プリティ! NO.1たまペット決定戦!"            | 2012년 12월 10일  | 156      |
| 14   | "想いよとどけ! クリスマスバスケット"           | 2012년 12월 17일  | 157      |
| 15   | "クリスマスキャン! ふわふわゆめキャンっち"     | 2012년 12월 24일  | 158      |
| 16   | "目指せサーカスデビュー! 転校生まじょっこっち" | 2013년 1월 7일    | 159      |
| 17   | "まいごをさがせ! ドリームランド大追跡!"        | 2013년 1월 14일   | 160      |
| 18   | "笑いと涙と友情のサーカスデビュー!"            | 2013년 1월 21일   | 161      |
| 19   | "真剣勝負! お茶くみロボット大作戦!"            | 2013년 1월 28일   | 162      |
| 20   | "ひとりぼっちのまめっち"                       | 2013년 2월 4일    | 163      |
| 21   | "ポロロン♪ ピアニっちがやってきた"             | 2013년 2월 11일   | 164      |
| 22   | "いかりっちの真実"                             | 2013년 2월 18일   | 165      |
| 23   | "アテンションプリーズ! スクール脱出大作戦!"    | 2013년 2월 25일   | 166      |
| 24   | "みつけて! たまぐるみカーニバル!"              | 2013년 3월 4일    | 167      |
| 25   | "ハッピーバースディ! どーするプレゼント!?"     | 2013년 3월 11일   | 168      |
| 26   | "うちは刻むよ! 魂のビート"                     | 2013년 3월 18일   | 169      |
| 27   | "よみがえれ虹の輝き! 女王様のピアノ"           | 2013년 3월 25일   | 170      |
| 28   | "巨大怪獣現る!? ガレージを取り戻せ!"           | 2013년 4월 4일    | 171      |
| 29   | "れ! たまごっち星のトップシークレット!?"       | 2013년 4월 11일   | 172      |
| 30   | "ゆめキラ漫画家デビュー!!"                     | 2013년 4월 18일   | 173      |
| 31   | "大激戦! スイーツコンテストは甘くない!?"       | 2013년 4월 25일   | 174      |
| 32   | "スゴイ強敵! チョコレートの女王"               | 2013년 5월 2일    | 175      |
| 33   | "タイムカプセルは初恋の思い出!?"               | 2013년 5월 9일    | 176      |
| 34   | "言えない! ひめスペっちの秘密"                 | 2013년 5월 16일   | 177      |
| 35   | "ひめスペっち、また明日"                       | 2013년 5월 23일   | 178      |
| 36   | "メイクは愛~♪ 転校生はコフレっち~♪"            | 2013년 5월 30일   | 179      |
| 37   | "たまローズはキケンな香り"                     | 2013년 6월 6일    | 180      |
| 38   | "愛しのエンジェルと合同授業!?"                 | 2013년 6월 13일   | 181      |
| 39   | "密着取材! キラキラガールズ"                   | 2013년 6월 20일   | 182      |
| 40   | "スクープ! Cさんに浮気疑惑!?"                  | 2013년 6월 27일   | 183      |
| 41   | "大迷宮! ゆめみっちプリンセスハウス!!"         | 2013년 7월 4일    | 184      |
| 42   | "おばけもノリノリ? サマービーチライブ!"        | 2013년 7월 11일   | 185      |
| 43   | "氷と対決? ロボット科のあつい戦い!"            | 2013년 7월 18일   | 186      |
| 44   | "勇気を出して… 発進! 告白ロボ"                 | 2013년 7월 25일   | 187      |
| 45   | "たぁ~のしぃ~い♥ ゆめキラ変身絶好調★"          | 2013년 8월 1일    | 188      |
| 46   | "つきとめるでち! 二人組の秘密!!"               | 2013년 8월 8일    | 189      |
| 47   | "ありがとう! ゆめキラバッグ…プラスワン"        | 2013년 8월 15일   | 190      |
| 48   | "夢にむかって心キラキラ!"                      | 2013년 8월 22일   | 191      |
| 49   | "愛しのMさんにレッツ告白!"                     | 2013년 8월 29일   | 192      |

### 제 3기: 다마고치! 미라클 프렌즈
| 화수 | 제목                                        | 본방송일자 (일본) | 방영순서 |
| ---- | ------------------------------------------- | ----------------- | -------- |
| 1    | "ふしぎ・みらくる・タイムスリップ!?"        | 2013년 9월 5일    | 193      |
| 2    | "ナゾがいっぱい!? X仮面vsミラクライズ!"     | 2013년 9월 12일   | 194      |
| 3    | "信じる仲間…みらくるフレンズ!"              | 2013년 9월 19일   | 195      |
| 4    | "よみがえれ! マダムっちのミシン"            | 2013년 9월 26일   | 196      |
| 5    | "みらくるショック! 初めての離ればなれ…"     | 2013년 10월 3일   | 197      |
| 6    | "くよくよ? ウキウキ? 夢のラッキーカラー"    | 2013년 10월 10일  | 198      |
| 7    | "たまペットファッションにバク~ン♥"          | 2013년 10월 17일  | 199      |
| 8    | "気になる!? X仮面の正体"                    | 2013년 10월 24일  | 200      |
| 9    | "どやっ! たまウィンで大騒ぎ!!"              | 2013년 10월 30일  | 201      |
| 10   | "急接近! たまともスマートっち"              | 2013년 11월 7일   | 202      |
| 11   | "今日はライバル! みらくるドリフェス"        | 2013년 11월 14일  | 203      |
| 12   | "おかえりゆめキラ! 復活☆キラキラガールズ"   | 2013년 11월 21일  | 204      |
| 13   | "どきどきバクバク!? ウォッチリンの大冒険!"  | 2013년 11월 28일  | 205      |
| 14   | "星いくつ? たまオークション開催!!"          | 2013년 12월 5일   | 206      |
| 15   | "決めた♪マダムっちへのプレゼント"           | 2013년 12월 12일  | 207      |
| 16   | "もうひとつのメリークリスマス☆"             | 2013년 12월 19일  | 208      |
| 17   | "ツっくん? まーくん? 南の島でリフレッシュ!" | 2013년 12월 26일  | 209      |
| 18   | "スゴすぎ!本気モードのX仮面"                | 2014년 1월 9일    | 210      |
| 19   | "新発明! ドリームバクっち発見ロボ"          | 2014년 1월 16일   | 211      |
| 20   | "あたしもきたよ~! きゃんでぃぱくぱく"       | 2014년 1월 23일   | 212      |
| 21   | "悲しい未来…X仮面の正体"                    | 2014년 1월 30일   | 213      |
| 22   | "たまともの夢はみんなの夢"                  | 2014년 2월 6일    | 214      |
| 23   | "さがせ! ジャングルでバク~ン!?"             | 2014년 2월 13일   | 215      |
| 24   | "別れの予感…発見! みどりバクっち"           | 2014년 2월 20일   | 216      |
| 25   | "スマートっちの決意"                        | 2014년 2월 27일   | 217      |
| 26   | "なぜイルカ? 教えて三日月イルカっち"        | 2014년 3월 27일   | 218      |
| 27   | "夢の生まれる場所"                          | 2014년 3월 27일   | 219      |
| 28   | "ドリームバクっちの奇跡"                    | 2014년 3월 27일   | 220      |
| 29   | "みんなの夢…未来へ"                         | 2014년 3월 27일   | 221      |

### 제 4기: 다마고치! GO-GO 다마고치!
| 화수 | 제목                                                                                      | 본방송일자 (일본) | 방영순서 |
| ---- | ----------------------------------------------------------------------------------------- | ----------------- | -------- |
| 1    | "たまごっつん♥で大集合!?" "誕生!ドリたまスクール"                                         | 2014년 4월 3일    | 222      |
| 2    | "新入部員は未来から!?" "みんなのまめっち部長"                                             | 2014년 4월 10일   | 223      |
| 3    | "夢の共演☆ラブリン&ゆめキラ!!" "ギガキュン♥ねぇねキュン♥二人の恋バナ"                     | 2014년 4월 17일   | 224      |
| 4    | "ぐるぐる決戦!めめっちVSまきこ…再び!" "GOTCHIMAN・ザ・フューチャー"                       | 2014년 4월 24일   | 225      |
| 5    | "結成!もりぱくコフレ団" "願いがかなう?ウワサのもしも山"                                   | 2014년 5월 1일    | 226      |
| 6    | "ドキドキ!交換お泊り会" "乾杯!たまともをつなぐミュージック♪"                              | 2014년 5월 8일    | 227      |
| 7    | "奇想天外!?迷宮のドリたまスクール" "おれの出番だ!ドリたまイレブン"                        | 2014년 5월 15일   | 228      |
| 8    | "ナゾの注文?●△■!発明部のお客様" "もりもり?キラキラ?ごっつんファミリー"                    | 2014년 5월 22일   | 229      |
| 9    | "ちゃまはもうレディです~!" "新作わきでる?ぱっちの森のわがシェボン"                        | 2014년 5월 29일   | 230      |
| 10   | "アイドル卒業?!ラブリンとhitomiっち(前編)" "アイドル卒業?!ラブリンとhitomiっち(後編)"     | 2014년 6월 5일    | 231      |
| 11   | "ドキドキ!もうすぐオーディション" "めざせ!アイドルの星"                                   | 2014년 6월 12일   | 232      |
| 12   | "激闘!ワールドたまカップ(前編)" "激闘!ワールドたまカップ(後編)"                           | 2014년 6월 19일   | 233      |
| 13   | "ねぇねっち♥輝く!" "どうなる?明日のランチタイム"                                          | 2014년 7월 3일    | 234      |
| 14   | "作ろう!ドリたまスクールマップ" "モテ期到来!?スペイシーっち"                              | 2014년 7월 10일   | 235      |
| 15   | "見たでち~!ノックとんとんの秘密" "衝撃!キングスペイシー君臨"                              | 2014년 7월 17일   | 236      |
| 16   | "ラブリっち、お姉さんになる(前編)" "ラブリっち、お姉さんになる(後編)"                     | 2014년 7월 24일   | 237      |
| 17   | "メロメロ♥ふたりのお姉さん" "ひめ修行で女子力アップ♥"                                     | 2014년 7월 31일   | 238      |
| 18   | "情熱開花!サマーフェスティバル" "男二人の家出旅"                                          | 2014년 8월 7일    | 239      |
| 19   | "ドリームビーチでコンサート♪" "約束の大海原デート"                                        | 2014년 8월 14일   | 240      |
| 20   | "あれあれ??もりぱくコフレミクロ団??" "今夜はみんなでゾゾンビー"                           | 2014년 8월 21일   | 241      |
| 21   | "夏休み!おれねっちの宿題大作戦" "マルシェへようこそ!旅"                                   | 2014년 8월 28일   | 242      |
| 22   | "見つけよう!七色クローバー(前編)" "見つけよう!七色クローバー(後編)"                       | 2014년 9월 4일    | 243      |
| 23   | "努力でみらくる!ラブリーファイヤー" "結成!おばけバスターズ"                               | 2014년 9월 11일   | 244      |
| 24   | "王者はだれじゃ!?お笑いコンテスト" "脱出せよ!怪盗パピヨンの館"                            | 2014년 9월 18일   | 245      |
| 25   | "料理部チャレンジ!新お子様ランチ" "ラブリン、たまシッターになる"                          | 2014년 9월 25일   | 246      |
| 26   | "ラブソラっちのお気に入り!" "スタジオ見学で大冒険!?"                                      | 2014년 10월 2일   | 247      |
| 27   | "メロディっち電撃結婚!?" "レッツゴー!ラブリンファンクラブ"                                | 2014년 10월 9일   | 248      |
| 28   | "はじめてのたまとも" "夢実現!GOTCHIMANファンの集い"                                       | 2014년 10월 16일  | 249      |
| 29   | "GOTCHIMAN・ザ・フューチャー2" "フルーツ園でかみかくし!?"                                 | 2014년 10월 23일  | 250      |
| 30   | "輝く笑顔!ハッピーたまウィン(前編)" "輝く笑顔!ハッピーたまウィン(後編)"                   | 2014년 10월 30일  | 251      |
| 31   | "キングスペイシー!再び!!" "ごっつん彗星がやってきた!"                                     | 2014년 11월 6일   | 252      |
| 32   | "空飛ぶ冒険家・モフモフっち(前編)" "空飛ぶ冒険家・モフモフっち(後編)"                     | 2014년 11월 13일  | 253      |
| 33   | "モフモフっち、宇宙へ(前編)" "モフモフっち、宇宙へ(後編)"                                 | 2014년 11월 20일  | 254      |
| 34   | "たまごっちスペースグランプリ(前後編)" "たまごっちスペースグランプリ(後編)"               | 2014년 11월 27일  | 255      |
| 35   | "ギガキュン!ねぇねキュン!大ごっつん!?(前編)" "ギガキュン!ねぇねキュン!大ごっつん!?(後編)" | 2014년 12월 4일   | 256      |
| 36   | "ジ・アースへ!クリスマスの大冒険(前編)" "ジ・アースへ!クリスマスの大冒険(後編)"           | 2014년 12월 11일  | 257      |
| 37   | "クリスマスの奇跡(前編)" "クリスマスの奇跡(後編)"                                         | 2014년 12월 18일  | 258      |
| 38   | "スイーツとバラのお姫様" "一日店長おれねっち~♪"                                           | 2014년 12월 25일  | 259      |
| 39   | "雪の世界でお姫様対決!" "新たな部活?MPC??"                                                | 2015년 1월 8일    | 260      |
| 40   | "ラブリンの相手役はだれだ?" "たたかえ!超能力学園"                                         | 2015년 1월 15일   | 261      |
| 41   | "記念日をもう一度" "おねえさまになってください"                                           | 2015년 1월 22일   | 262      |
| 42   | "はじめての秘密基地" "三人の勇者と魔王の城"                                               | 2015년 1월 29일   | 263      |
| 43   | "スイーツショック!わがシエっち" "ピアニっちの夢と約束"                                    | 2015년 2월 5일    | 264      |
| 44   | "解散!?もりぱくコフレ団" "モテモテ?ドキドキ♥バレンタイン"                                 | 2015년 2월 12일   | 265      |
| 45   | "ドリームメイクで社交界デビュー" "バンドやろうよ!"                                        | 2015년 2월 19일   | 266      |
| 46   | "たまにはゆっくり♪ラブメロ二人旅" "未来はどっち?めめっちの決意"                           | 2015년 2월 26일   | 267      |
| 47   | "まめっちファミリーの晩ごはん" "主役交代?!GOTCHIMAN"                                      | 2015년 3월 5일    | 268      |
| 48   | "はじめまして?のたまごっち" "たまごっち星の涙"                                            | 2015년 3월 12일   | 269      |
| 49   | "たまごっつんが終わるとき(前編)" "たまごっつんが終わるとき(後編)"                         | 2015년 3월 19일   | 270      |
| 50   | "笑って笑って またごっつん!(前編)" "笑って笑って またごっつん!(後編)"                     | 2015년 3월 26일   | 271      |

### 제 5기: 다마고치! 다마 토모 다이슈 GO
| 화수 | 제목                                                                                      | 본방송일자 (일본)                            | 선택화수 |
| ---- | ----------------------------------------------------------------------------------------- | -------------------------------------------- | -------- |
| 1    | "활짝! 웃음으로 꽃을 피우자!" "1등은 누구? 도넛 경연대회!"                                | 2015년 4월 2일 과거 방영 : 2010년 2월 22일   | 20       |
| 2    | "남자는 안 돼요! 공주님 축제!" "욱신욱신! 충치균은 무서워!"                               | 2015년 4월 9일 과거 방영 : 2010년 3월 1일    | 21       |
| 3    | "이건 뭐!? 춤추는 소녀의 비밀!" "뿌려라 뿌려라! 콩 뿌리는 날!"                            | 2015년 4월 16일 과거 방영 : 2010년 2월 1일   | 17       |
| 4    | "뭐!? 몸이 바뀌었어요!" "찰칵찰칵! 엉망진창 사진 찍기!"                                   | 2015년 4월 23일 과거 방영 : 2009년 11월 23일 | 7        |
| 5    | "등장! 단팥빵 형사" "서라~! 괴도 빠삐용!"                                                 | 2015년 4월 30일 과거 방영 : 2009년 12월 7일  | 9        |
| 6    | "여기도 저기도! 마마메치!" "러블리치의 어머니날"                                          | 2015년 5월 7일 과거 방영 : 2010년 5월 10일   | 30       |
| 7    | "폭탄머리! 싸웠다~ 화해했다!" "새로운 영웅? 파치맨이다, 치!"                              | 2015년 5월 14일 과거 방영 : 2010년 5월 31일  | 33       |
| 8    | "딸꾹! 딸꾹질이 멈추질 않아!" "우르르 쾅쾅! 날벼락! 무서운 아저씨!"                       | 2015년 5월 21일 과거 방영 : 2010년 8월 16일  | 43       |
| 9    | "완벽 변신! 변신장!" "합체! 지옥의 데빌 세자매!"                                          | 2015년 5월 28일 과거 방영 : 2011년 6월 20일  | 84       |
| 10   | "추억을 찾아서! 달려라, 러블린카!" "파샤린의 감동적인 고향 찾기!"                         | 2015년 6월 4일 과거 방영 : 2011년 7월 11일   | 87       |
| 11   | "슈웅~! 바람이 보내준 선물!" "러블린 수녀! 뱀파이어의 신부!"                              | 2015년 6월 11일 과거 방영 : 2011년 3월 7일   | 70       |
| 12   | "결정적인 순간! 사진 콘테스트!" "복사를 하자! 파파마메치!"                                | 2015년 6월 18일 과거 방영 : 2011년 6월 13일  | 83       |
| 13   | "激闘!ワールドたまカップ(前編)" "激闘!ワールドたまカップ(後編)"                           | 2015년 6월 25일 과거 방영 : 2014년 6월 19일  | 233      |
| 14   | "엉터리 추리? 단팥빵형사 VS. 멜로디수사관" "외로운 등대지기! 마지막 등불!"                | 2015년 7월 2일 과거 방영 : 2011년 2월 28일   | 69       |
| 15   | "도코나츠섬으로! 다마모리 출장 갑니다!" "한여름의 눈이 준 선물"                           | 2015년 7월 9일 과거 방영 : 2011년 8월 1일    | 90       |
| 16   | "はじめての秘密基地" "三人の勇者と魔王の城"                                               | 2015년 7월 16일 과거 방영 : 2015년 1월 29일  | 263      |
| 17   | "あれあれ??もりぱくコフレミクロ団??" "今夜はみんなでゾゾンビー"                           | 2015년 7월 23일 과거 방영 : 2014년 8월 21일  | 241      |
| 18   | "으악, 귀신이다!? 담력 테스트!" "메메치 모험기! 더 월드!"                                 | 2015년 7월 30일 과거 방영 : 2011년 8월 2일   | 93       |
| 19   | "音をなくしたメロディバイオリン"                                                          | 2015년 8월 6일 과거 방영 : 2012년 3월 5일    | 119      |
| 20   | "よみがえったメロディ"                                                                    | 2015년 8월 13일 과거 방영 : 2012년 3월 12일  | 120      |
| 21   | "キラリっちの妹は暴走アーティスト!?"                                                      | 2015년 8월 20일 과거 방영 : 2012년 10월 29일 | 150      |
| 22   | "ゆめキラ漫画家デビュー!!"                                                                | 2015년 8월 27일 과거 방영 : 2013년 4월 18일  | 173      |
| 23   | "よみがえれ! マダムっちのミシン"                                                          | 2015년 9월 3일 과거 방영 : 2013년 9월 26일   | 196      |
| 24   | "ギガキュン!ねぇねキュン!大ごっつん!?(前編)" "ギガキュン!ねぇねキュン!大ごっつん!?(後編)" | 2015년 9월 10일 과거 방영 : 2014년 12월 4일  | 256      |
| 25   | "スイーツとバラのお姫様" "一日店長おれねっち~♪"                                           | 2015년 9월 17일 과거 방영 : 2014년 12월 25일 | 259      |
| 26   | "たまにはゆっくり♪ラブメロ二人旅" "未来はどっち?めめっちの決意"                           | 2015년 9월 24일 과거 방영 : 2015년 2월 26일  | 267      |

### 유튜브: 기간 한정!! 다마고치
| 화수 | 제목                                        | 과거방송일자 (일본) | 선택화수 |
| ---- | ------------------------------------------- | ------------------- | -------- |
| 1    | "여기도 저기도! 마마메치!"                  | 2010년 5월 10일     | 30-1     |
| 2    | "러블리치의 어머니날"                       | 2010년 5월 10일     | 30-2     |
| 3    | "라루라루! 텔린이 러블린?"                  | 2010년 7월 19일     | 39-1     |
| 4    | "안녕... 텔린"                              | 2010년 7월 19일     | 39-2     |
| 5    | "딸꾹! 딸꾹질이 멈추질 않아!"               | 2010년 8월 16일     | 43-1     |
| 6    | "우르르 쾅쾅! 날벼락! 무서운 아저씨!"       | 2010년 8월 16일     | 43-2     |
| 7    | "핑크빛 하트! 메신저다, 앙!"                | 2010년 12월 6일     | 59-1     |
| 8    | "모두 함께 부르자! 캐럴링!"                 | 2010년 12월 6일     | 59-2     |
| 9    | "엉터리 추리? 단팥빵형사 VS. 멜로디수사관"  | 2011년 2월 28일     | 69-1     |
| 10   | "외로운 등대지기! 마지막 등불!"             | 2011년 2월 28일     | 69-2     |
| 11   | "결정적인 순간! 사진 콘테스트!"             | 2011년 6월 13일     | 83-1     |
| 12   | "복사를 하자! 파파마메치!"                  | 2011년 6월 13일     | 83-2     |
| 13   | "도코나츠섬으로! 다마모리 출장 갑니다!"     | 2011년 8월 1일      | 90-1     |
| 14   | "한여름의 눈이 준 선물!"                    | 2011년 8월 1일      | 90-2     |
| 15   | "으악, 귀신이다!? 담력 테스트!"             | 2011년 8월 22일     | 93-1     |
| 16   | "메메치 모험기! 더 월드!"                   | 2011년 8월 22일     | 93-2     |
| 17   | "音をなくしたメロディバイオリン"            | 2012년 3월 5일      | 119      |
| 18   | "よみがえったメロディ"                      | 2012년 3월 12일     | 120      |
| 19   | "ンチ! ごっち大王ゆであがる!?"              | 2012년 7월 9일      | 136      |
| 20   | "ゆめキラ漫画家デビュー!!"                  | 2013년 4월 18일     | 173      |
| 21   | "ひめスペっち、また明日"                    | 2013년 5월 23일     | 178      |
| 22   | "スクープ! Cさんに浮気疑惑!?"               | 2013년 6월 27일     | 183      |
| 23   | "ツっくん? まーくん? 南の島でリフレッシュ!" | 2013년 12월 26일    | 209      |
| 24   | "結成!もりぱくコフレ団"                     | 2014년 5월 1일      | 226-1    |
| 25   | "願いがかなう?ウワサのもしも山"             | 2014년 5월 1일      | 226-2    |
| 26   | "あれあれ??もりぱくコフレミクロ団??"        | 2014년 8월 21일     | 241-1    |
| 27   | "今夜はみんなでゾゾンビー"                  | 2014년 8월 21일     | 241-2    |
| 28   | "はじめてのたまとも"                        | 2014년 10월 16일    | 249-1    |
| 29   | "夢実現!GOTCHIMANファンの集い"              | 2014년 10월 16일    | 249-2    |
| 30   | "スイーツとバラのお姫様"                    | 2014년 12월 25일    | 259-1    |
| 31   | "一日店長おれねっち~♪"                      | 2014년 12월 25일    | 259-2    |
| 32   | "たまにはゆっくり♪ラブメロ二人旅"           | 2015년 2월 26일     | 267-1    |
| 33   | "未来はどっち?めめっちの決意"               | 2015년 2월 26일     | 267-2    |